# جاباري سميث
جاباري سميث (بالإنجليزية: Jabari Smith)‏ مواليد 12 أبريل 1977 في أتلانتا، هو لاعب كرة سلة أمريكي سابق بدأ مسيرته الاحترافية في سنة 2000. تم اختياره من قبل فريق سكرامنتو كينغز خلال الدرافت. يبلغ طوله 6 قدم 11 بوصة (2.1 م). اعتزل اللعب في 2010.

## المسيرة الاحترافية
لعب مع سكرامنتو كينغز من سنة 2000 إلى 2002، ثم لعب مع فيلادلفيا سفنتي سيكسرز في موسم 2001–2002، ثم لعب مع نادي غرناطة لكرة السلة في سنة 2002، ثم لعب مع سكرامنتو كينغز في موسم 2003–2004، ثم لعب مع بروكلين نتس من سنة 2004 إلى 2006، ثم لعب مع بشكتاش لكرة السلة في الدوري التركي في موسم 2006–2007.

## روابط خارجية
- جاباري سميث على موقع إن بي أي (الإنجليزية)
- جاباري سميث على موقع سبورتس رفرنس (الإنجليزية)
- جاباري سميث على موقع الدوري الإسباني لكرة السلة (الإسبانية)
- جاباري سميث على موقع كرة السلة الأوروبية.كوم (الإنجليزية)
- جاباري سميث على موقع كلية كرة السلة في سبورتس رفرنس.كوم (الإنجليزية)
- جاباري سميث على موقع ريلجم (الإنجليزية)
- جاباري سميث على موقع سبورتس رفرنس (الإنجليزية)